# Sofija Aleksandravicius
Sofija Aleksandravicius (New York, 13 luglio 1991) è un'ex cestista statunitense con cittadinanza lituana.

## Carriera
Ha disputato una stagione in A1 con Vigarano (2016-17).